# ایهور چردنیچنکو
ایهور چردنیچنکو (اوکراینی: Ігор Вікторович Чередніченко؛ زادهٔ ۹ مهٔ ۱۹۸۴) بازیکن فوتبال اهل اوکراین است.
از باشگاه‌هایی که در آن بازی کرده‌است می‌توان به باشگاه فوتبال تورپیدو-بلاز ژودزینا و باشگاه فوتبال متالیست خارکوف اشاره کرد.